# Cestraeus goldiei
Cestraeus goldiei är en fiskart som först beskrevs av Macleay, 1883.  Cestraeus goldiei ingår i släktet Cestraeus och familjen multfiskar. IUCN kategoriserar arten globalt som otillräckligt studerad. Inga underarter finns listade i Catalogue of Life.